# Clan Eliott
Le clan Eliott est un clan écossais et un Border Reiver.

## Histoire

### Les origines du clan
Les origines du clan Eliott sont obscures. Les Eliott apparaissent soudainement au XVe siècle comme un clan distinct pourvu d'un chef. Ce manque d'information semble être dû à la destruction de leur ancien château de Stobs dans un incendie en 1712. Tous les documents de la famille, à une exception près, ont été perdus dans l'incendie.
Selon la tradition, les Ellot (orthographe initiale du nom) sont venus « du pied de Glenshie » dans l'Angus et se sont installés à Teviotdale sous le règne de Robert Ier. Ce déplacement semble improbable, cependant un événement de 1320 donne une certaine crédibilité à l'histoire. En 1320, William de Soules, l'un des nobles les plus puissants d'Écosse, a été reconnu coupable de trahison à l'encontre de Robert Ier. Il a été emprisonné à vie et ses terres dans le Liddesdale ainsi que la grande forteresse, le château de l'Hermitage ont été données au fils illégitime de Robert Ier. Le roi avait donc besoin, pour assurer son emprise sur la frontière, d'un clan qui lui serait loyal — comme les Ellots.

### XVesiècle
En 1476 Robert Ellot de Redheugh apparaît comme le dixième chef du clan. À partir de ce moment commence l'histoire officielle du clan. En 1470 Robert Ellot construit une tour fortifiée sur une falaise surplombant le gué de l'Hermitage Water en 1470. La tour faisait partie d'un ensemble d'une centaine de tours fortifiées entourant le Liddesdale ; elles appartenaient aux Ellot et au clan Armstrong (un autre clan des Border Reiver).

### XVIesiècleet guerre de clan
Robert Ellot, le treizième chef, fut tué à la bataille de Flodden en 1513. Les Eliott supportèrent le clan Scott de Buccleuch à la bataille de Melrose en 1526. Cependant, en 1565, une querelle meurtrière éclata entre les Ellot et leur voisin, le clan Scott. Les Scott de Buccleuch ont exécuté quatre Ellot pour un délit mineur (vol de bétail).  En réponse trois-cents Ellot chevauchèrent contre le clan Scott pour venger leurs parents. Les pertes furent lourdes dans les deux camps, mais ils finirent par se réconcilier.
Une autre querelle se déclara entre les Ellot et James Hepburn, le 4e comte de Bothwell, le futur époux de Mary, reine d'Écosse. Une escarmouche eut lieu au château de l'Hermitage durant laquelle le chef fut blessé. En représailles, une frappe royale de 400 hommes dévaste les terres des Ellot en 1569.

### XVIIe,XVIIIeetXIVesiècles
En 1603 l'Union des Couronnes marque la fin des Border Reivers. Beaucoup de gens furent exécutés et de nombreuses familles s'installèrent en Ulster.
Robert Eliott de Redheugh a laissé ses terres dans le Liddesdale et s'est exilé dans le Fife. L'usage de la lettre « i » dans le nom Ellot fut introduit vers 1650.
En 1666 Sir Gillbert Eliott de Stobs devint « baronnet de Nouvelle-Écosse » par Charles II d'Angleterre. Et il devient chef du clan Elliot en 1673.
En 1764 le troisième baronnet rénove l'ancienne tour de Stobs pour en faire une maison de maître. Son second fils George Augustus Eliott fut récompensé pour sa défense de Gibraltar en 1782.
Une branche de la famille du chef s'installa dans les terres de Minto en 1703. Gilbert Elliot-Murray-Kynynmound, 1er comte de Minto  fut diplomate en Corse et à Vienne. Plus tard il fut gouverneur général du Bengale.

## Chef de clan
L'actuelle[Quand ?] chef du clan Eliott est Madame Margaret Eliott de Redheugh, 29e chef du Nom. La chef est la fille de Sir Arthur Eliott qui est donc le 28e chef, mais aussi 11e baronnet du clan. Il n'y a aucune restriction sur la succession féminine à la place de chef[style à revoir] dans la société clanique écossaise mais le baronnage ne peut passer qu'à un héritier masculin.
Le badge utilisé par les membres du clan est composé d'un cercle fait d'une ceinture bouclée sur laquelle est inscrite la devise du clan : Fortiter et recte (traduit du latin: « Courageusement et justement »), le crest porte en son centre un poing levé tenant une épée.

## Châteaux
- Redheugh Tower fut le siège historique des chefs du clan Eliott (Elliot de Redheugh).
- Minto House fut le siège des Eliott de Minto, mais la maison fut démolie.
- La tour de Stobsfut le siège des Eliott de Stobs.

## Tartan
| Tartan | Notes |
| ------ | --- |
|        | Le tartan du Clan Eliott : Une bande bleue et une bande noire recoupée de bleu et chargée d'un filet rouge. Le tartan moderne et l'ancien varient dans l’intensité de la couleur. L'ancienne version utilise des couleurs légères car les teintures étaient faites à base de plantes et de baies. Les bandes sombres apparaissent « bourgogne foncée » ou marron, et le bleu comme un bleu léger. La version moderne est obtenue par teinture chimique, les couleurs sont donc plus puissantes. |